# Északi-Tátraalja
Az Északi-Tátraalja (lengyelül: Obniżenie Orawsko-Podhalańskie, szlovákul: Podhôľno-magurská oblasť) földrajzi középtáj a Külső-Északnyugati-Kárpátokban. Keleti és nyugati része Szlovákia, középső része Lengyelország területén fekszik.

## Földrajz
A táj a Magas-Tátra és a Beszkidek között húzódik. Nyugati része a történelmi Árva vármegye területe, középső része nagyjából megfelel a lengyelországi Podhale kulturális régiónak (melynek központjai Nowy Targ és Zakopane), míg keleti része az egykori Szepes vármegye északi részéhez tartozott. Tengelyét az Árva völgyében és a Pieninekben emelkedő mészkőszirtek képezik, melytől délre a belső-kárpáti flis övezete, északra a folyami hordalékkal (allúviummal) feltöltött Árvai-medence  húzódik. Utóbbi több részre is tagolható (Alsó-árvai-medence, Felső-árvai-medence, Nowy Targ-i-medence). Legmagasabb pontja a Szkorusinában, szlovák területen emelkedő Skorušina (1314 m).
Az Északi-Tátraalja a következő részekre osztható:
- i1 Szkorusina (szlovákul: Skorušinské vrchy, lengyelül: Skoruszyńskie Wierchy)
- i2 Tátraalji-barázda (szlovákul: Podtatranská brázda, lengyelül: Rów Podtatrzański)
- i3 Szepesi-Magura (szlovákul: Spišská Magura, lengyelül: Pogórze Spiskie vagy Magura Spiska)
- i4 Lőcsei-hegység vagy Lőcse-Lublói hegység (szlovákul: Levočské vrchy)
- i5 Branyiszkó-hegység (szlovákul: Bachureň)
- i6 Felső-Tarca-völgy (szlovákul: Spišsko-šarišské medzihorie)
- i7 Szinyei-dombság (szlovákul: Šarišská vrchovina)
- i8 Árvai-medence (szlovákul: Oravská kotlina, lengyelül: Kotlina Orawsko-Nowotarska)

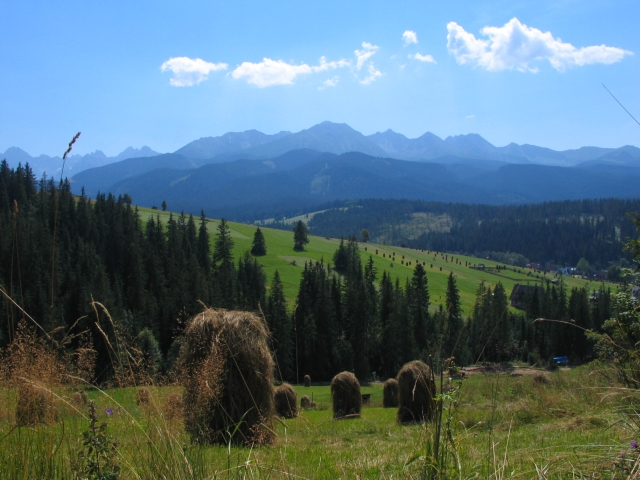
Podhalei táj, háttérben a Magas-Tátra

Ettől eltérő tájbeosztások is léteznek, például gyakran a részének tekintik a Pienineket (mely máskülönben a Keleti-Beszkidekhez tartozik), illetve egyes részeit más tájegységhez sorolják (például az i4-i7 sorszámúakat Szepes–Sárosi-hegyvidék, szlovákul: Spišsko šarišská vrchovina néven).

## Fordítás
- Ez a szócikk részben vagy egészben a Podhale-Magura Area című angol Wikipédia-szócikk ezen változatának fordításán alapul.  Az eredeti cikk szerkesztőit annak laptörténete sorolja fel. Ez a jelzés csupán a megfogalmazás eredetét és a szerzői jogokat jelzi, nem szolgál a cikkben szereplő információk forrásmegjelöléseként.